# Smalnäbbad moanalo
Smalnäbbad moanalo (Ptaiochen pau) är en förhistorisk utdöd fågelart i familjen änder som tidigare förekom i Hawaiiöarna.

## Upptäckt och utbredning
Fågeln beskrevs 1991 från subfossila lämningar insamlade september 1982 på ön Maui, i Auwahigrottan på Haleakalās södra sluttning. Lämningar har bara funnits från 1145 meter över havet till 1860 meter över havet. Vid lägre nivåer ersätts den av den större maui-moanalon.

## Utseende
Arten liknade moanaloänderna i släktet Thambetochen i att ha beniga, tandliknande utskott på näbben. Den har dock en proportionellt kortare näbb (dock inte i närheten av den märkliga näbben hos kauai-moanalon) samt ett mer rundat huvud och avsaknaden av håligheter där saltkörtlar suttit.

## Namn
Släktnamnet  Ptaiochen kommer från grekiskans ptaio (snubbla) och chen (gås), en alludering på att arten verkade lätt ramla ner i hål och därmed orsaka fossila lämningar. Artnamnet pau är hawaiianska och betyder "avslutad" eller "förstörd", för att beskriva dess utdöende.